# 沃納峰
68°43′S 65°14′W / 68.717°S 65.233°W
沃納峰（德語：Werner Peak），是南極洲的山峰，位於葛拉漢地的鮑曼海岸，處於默凱特冰山麓東南部，海拔高度1,550米，以德國數學家命名，現時由南極條約體系管理。